# Jean Brunier
Pour les articles homonymes, voir Brunier.
Jean Brunier, né le 5 septembre 1896 à Paris 7e et mort le 23 juin 1981 à Paris 13e, est un coureur cycliste français. Il a été champion de France sur route amateur en 1921, professionnel en 1922 et de demi-fond en 1927. Il a gagné Paris-Bourges en 1923 et terminé deuxième du Tour des Flandres en 1922. Le 1er novembre 1925, Jean Brunier atteint 120,958 km/h sur l'autodrome de Linas-Montlhéry, derrière une moto. C'est la seconde fois qu'il battait ce record de vitesse à bicyclette sur terrain plat et derrière abri.

## Palmarès
- 1920
  - 2e de Paris-Dieppe
- 1922

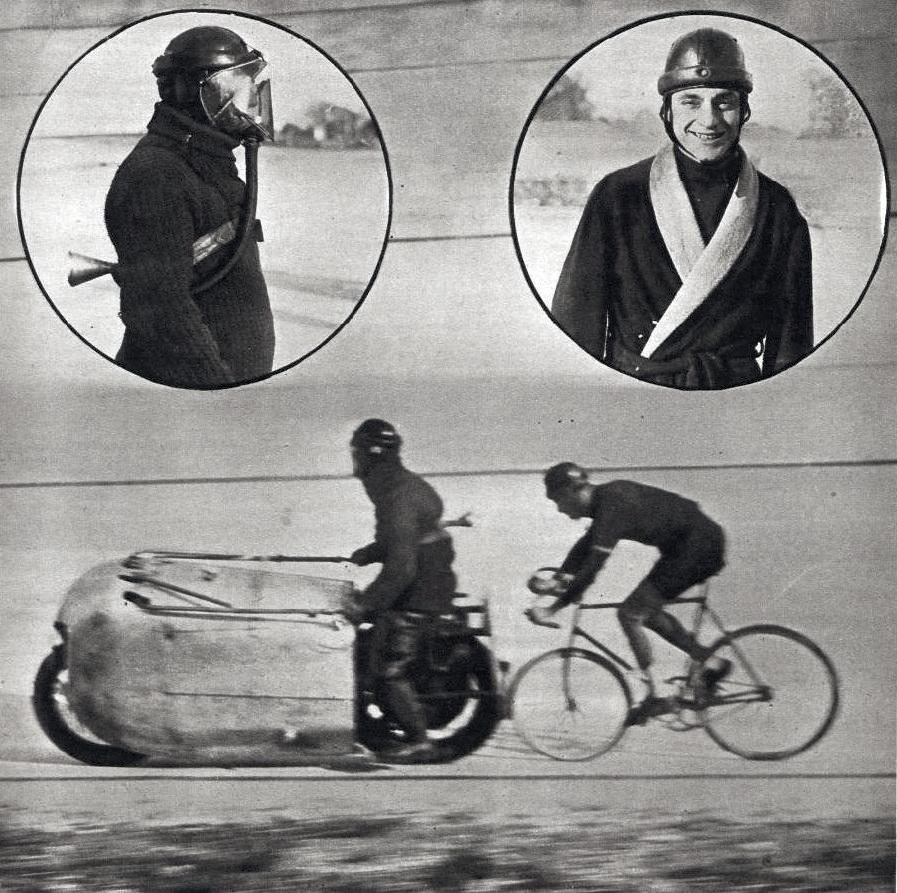
Le deuxième record mondial de Jean Brunier en 1925 (120,958 km/h, derrière l'entraîneur Lauthier).

  -  Champion de France sur route
  - 2e du Tour des Flandres
  - 2e du Circuit de Paris
  - 3e de Paris-Chauny
- 1923
  - Paris-Bourges
  - Paris-Soissons
  - 2e de la Polymultipliée
- 1927
  -  Champion de France de demi-fond